# HR 8799 d
HR 8799 d هو عملاق غازي خارج النظام الشمسي يبعد عن الأرض تقريبًا مسافة 129 سنة ضوئية في كوكبة الفرس الأعظم، يدور حول نجم HR 8799. لديه كتلة تتراوح بين 5 و10 أضعاف كتلة المشتري ونصف قُطره أكبر من نصف قُطر المشتري بحوالي 20% إلى 30%. هذا الكوكب يدور على مسافة 24 وحدة فلكية بعيدًا عن نجمه مع انحراف مداري أكبر من 0.04 في فترة 100 سنة. كان أقرب كوكب معروف إلى نجمه في نظام HR 8799، ولكن تم اكتشاف HR 8799 e بعده وهو أقرب كوكب معروف إلى نجمه. إلى جانب كوكبان آخران يدوران حول HR 8799. تم اكتشاف HR 8799 d في 13 نوڤمبر 2008 من قِبل مارويز وآخرون من خلال مرصد كيك ومرصد جيميني في هاواي. هذه الكواكب تم اكتشافها باستخدام تقنية التصوير المباشر.
التحليل الطيفي للأشعة القريبة من تحت الحمراء من 995 إلى 1769 نانومتر الذي أُجري بواسطة مرصد پالومار أظهر أدلة على وجود الأسيتيلين والميثان وثنائي أكسيد الكربون، ولكن لم يتم الكشف نهائيًا عن الأمونياك.

## وصلات خارجية
- "HR 8799 d". Exoplanets. مؤرشف من الأصل في 2016-06-11.